# VriendenLoterij
De VriendenLoterij is een Nederlandse loterij. De loterij steunt goede doelen, clubs en verenigingen die zich richten op gezondheid en welzijn van mensen.
De VriendenLoterij is op initiatief van Humanitas in 1989 opgericht en is onderdeel van de Holding Nationale Goede Doelen Loterijen N.V. De Goede Doelen Loterijen bestaan uit de Nationale Postcode Loterij, de VriendenLoterij (tot 2011 Sponsor Bingo Loterij) en de BankGiro Loterij. In de vergunning van de Kansspelautoriteit is vastgelegd dat minimaal 40% uit de inkomsten van de lotverkoop is bestemd voor organisaties die werkzaam zijn op het gebied van welzijn en gezondheid.

## Afdracht over 2019
In 2019 was de inleg van de deelnemers van de VriendenLoterij ruim 61,8 miljoen euro. Hiervan draagt de loterij de helft, te weten ruim 48,7 miljoen euro af aan organisaties die zich inzetten voor goede doelen op het gebied van gezondheid en welzijn. Sinds 1998 is ruim 969 miljoen euro uitgekeerd aan goede doelen.

## Goede doelen
Deelnemers aan de VriendenLoterij kunnen zelf kiezen voor welk goede doel zij meespelen. Minimaal 40% van de inleg gaat naar dit zelfgekozen doel. Door het verkopen van eigen sponsorloten creëren zij daarmee een eigen inkomstenbron. Wie geen keuze maakt, steunt automatisch de 43 reguliere goede doelen (onder meer Diabetes Fonds, Longfonds, Aids Fonds, Nederlandse Hartstichting, Nierstichting, Oogfonds) van de VriendenLoterij op het gebied van sport, gezondheid en welzijn.

## Medewerking aan tv-programma's
- Sponsorbingo Loterij (1999/2000), gepresenteerd door Gaston Starreveld en Stella Gommans.
- Bingopaleis (2001), gepresenteerd door Ron Brandsteder en André van Duin.
- Kiezen of Delen (2000/2001), gepresenteerd door Martijn Krabbé.
- Sponsor Bingo Break (2002) gepresenteerd door Annette Barlo en Bart Bosch.
- Sponsorbingotrap (2003) De Sponsor Loterij Trap, gepresenteerd door Victor Reinier.
- V&D TV (2003) gepresenteerd door Annette Barlo.
- Sponsor Loterij Superbal (2005) met Rolf Wouters.
- Sponsor Loterij Surprise (2006) gepresenteerd door Rick Brandsteder.
- Sponsor Loterij de Winnaars (2006), later Sponsor Bingo Loterij de Winnaars, gepresenteerd door Rick Brandsteder. Dit is later VriendenLoterij de Winnaars geworden, gepresenteerd door Gerard Joling.
- Lingo Bingoshow (2007) De Grootste Bingo Ooit.
- Lingo: tot 2007 van de Nationale Postcodeloterij, vanaf september 2007-2014 van de Sponsor Bingo Loterij en nu VriendenLoterij en in 2019 en 2020 wederom door de VriendenLoterij.
- Kinderen Zingen met Sterren (2008) met als hoogtepunt 31 mei 2008: De Grootste Bingo Ooit.
- De Frogers: Helemaal Heppie (2009).
- Holland's Next Millionaire (2011) gepresenteerd door Tijl Beckand
- Geer & Goor: Effe geen cent te makken (2013) Gerard Joling en Gordon.
- De Grote Vakantieshow (2013) gepresenteerd door Marc Klein Essink.
- Wie goed doet (2014) gepresenteerd door Renate Verbaan.
- Echt Waar?! (2019) gepresenteerd door Jan Versteegh.
- De 5 Uur Show (2020-2021) gepresenteerd door Carolina Lo Galbo, Brecht van Hulten en Roos Schlikker.
- BINGO! De 100.000 euro quiz (2020) gepresenteerd door Jan Versteegh.
- Marble Mania (2021-heden) gepresenteerd door Winston Gerschtanowitz
- De VriendenLoterij Dansmarathon gepresenteerd door Wendy van Dijk en Jan Versteegh.
- VriendenLoterij Miljonairs (2021-heden)